# Fontaine-lès-Cappy
Fontaine-lès-Cappy är en kommun i departementet Somme i regionen Hauts-de-France i norra Frankrike. Kommunen ligger i kantonen Chaulnes som tillhör arrondissementet Péronne. År 2022 hade Fontaine-lès-Cappy 56 invånare.

## Befolkningsutveckling
Antalet invånare i kommunen Fontaine-lès-Cappy
| Referens: INSEE |